# Каменка (Зеленоградский район)
Каменка — посёлок в Зеленоградском районе Калининградской области. Входит в состав Ковровского сельского поселения.

## География
Посёлок Каменка располагается в 5 км к юго-западу от районного центра, города Зеленоградска, в 2 км от побережья Балтийского моря, в 17 км по прямой к северу от северных границ застройки областного центра, города Калининграда.

## История
Населённый пункт относится к исторической области древней Пруссии именем Самбия.
По итогам Второй Мировой войны передан в состав СССР вкупе со всей северной частью Восточной Пруссии. В 1946 году Михелау был переименован в посёлок Каменку.

## Население
| 2002 | 2010 |
| ---- | ---- |
| 142  | →142 |